# داستان نیاکان
داستان نیاکان (به انگلیسی: The Ancestor's Tale) با زیرعنوان «سفری به آغاز حیات» کتاب علمی عمومی نوشتهٔ ریچارد داوکینز در سال ۲۰۰۴ است؛ که با همکاری دستیار پژوهشی داوکینز، یان ونگ نوشته شده‌است. این کتاب مسیر انسان در تاریخ تکاملی را از امروز تا گذشته تصویر می‌کند؛ و سفر را از انسان شروع کرده، به سوی پسرخاله‌های قدیمی او در درخت زندگی می‌رود. در این مسیر به مرور با پسرخاله‌های قبلی‌تر انسان، به عنوان «نیای مشترک» همگرا می‌شود. کتاب در سال ۲۰۰۵ نامزد جایزهٔ بهترین کتاب علمی اونتیز شد.

## خلاصه
داستان به صورت یک سفر زیارتی روایت شده‌است، که در آن مسیر همهٔ جانداران مدرن، به سوی منشا حیات پی گرفته می‌شود. انسان‌ها پسرخاله‌های تکاملی خود را در پاتوق‌های میان راه ملاقات می‌کنند. در این نقاط تبارها منشعب می‌شوند.
داوکینز در هرکدام از این نقاط تلاش می‌کند تا با استفاده از شواهد مولکولی و فسیلی، محتمل‌ترین نوع نزدیک‌ترین نیای مشترک را توضیح دهد؛ و در میان مسیر، جانداران مدرنی که در گذشته با انسان هم‌سفر بوده‌اند توصیف کند.

یک تصویر تفکیک‌شده از درخت زندگی که به طور خودکار برپایهٔ توالی کامل ژنوم‌ها به دست آمده‌است.

سفر کلاً از ۴۰ «میعادگاه» تشکیل شده که از «میعادگاه صفر» آغاز می‌شود و به سوی نزدیک‌ترین نیای مشترک انسان تا میعادگاه ۳۹ که باکتری است پیش می‌رود. با این وجود که داوکینز به‌طور کل از درخت زندگی توصیف شده اطمینان دارد، در برخی از شاخه‌ها هشدار داده که در زمان نوشتن، از وزنهٔ سنگینی از مدارک بهره نداشته‌است.
داوکینز در هر نقطهٔ ملاقات در میان سفر، داستان جالبی در مورد جانداران پسرخاله حکایت می‌کند. هر نوع تازه‌ای اعم از گونه، سرده، و خانواده داستان منحصر بفردی را برای سرگرمی خواننده دربردارد. این ویژگی‌های عجیب به وسیلهٔ روش‌های تازهٔ زیست‌شناسی تکاملی شناسایی شده‌اند، و با دقت در داستان قرار گرفته‌اند تا نشان دهند چگونه نظریه تکامل داروینی قادر به توضیح همهٔ تنوع حیات بر روی کرهٔ زمین است.
در میان کتاب داستان‌های شخصی داوکینز در مورد موضوعات نیز به چشم می‌خورد؛ که در آن‌ها داستان‌هایی از دوران کودکی و دانشگاه خود نقل کرده‌است. برای مثال، او شگفتی خود را از فهمیدن اینکه اسب‌های آبی نزدیک‌ترین خویشاوندان نهنگها هستند توصیف کرده‌است.
با اینکه کتاب به ترتیب زمانی نوشته شده‌است، می‌توان هر بخش را به صورت جداگانه هم مطالعه کرد. به‌طور کل می‌توان داستان نیاکان را دانشنامهای دربارهٔ موضوعات اصلی تکامل دانست.
کتاب به دوست و استاد اسبق داوکینز، جان مینارد اسمیت تقدیم شده‌است.